# Traudi Siferlinger

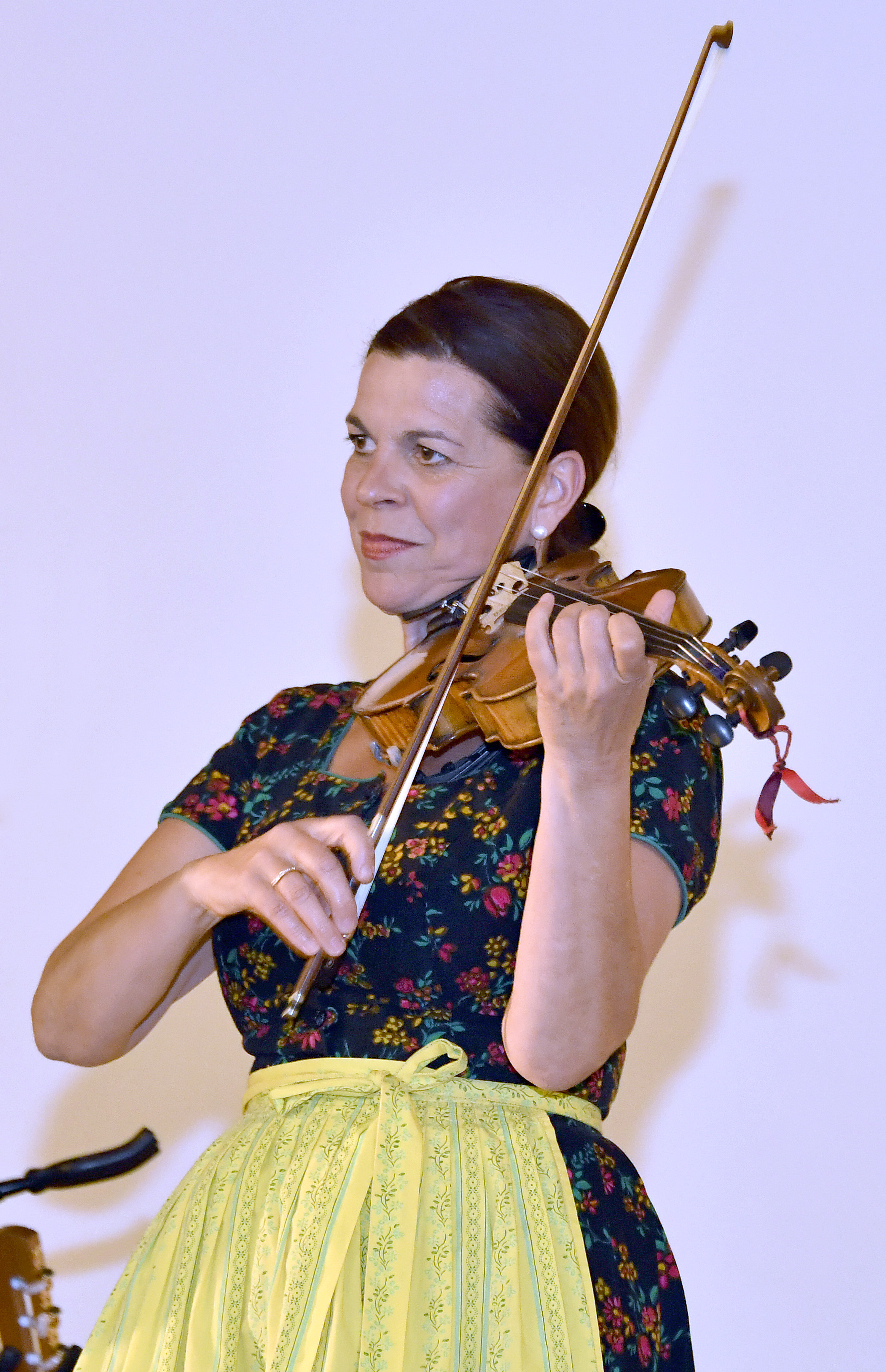
Traudi Siferlinger, 2016

Traudi Siferlinger (* 9. Oktober 1966 in Prien am Chiemsee) ist eine bayerische Moderatorin, Gestalterin von Musiksendungen im Bayerischen Fernsehen und Musikerin.

## Leben
Als Kind sang Siferlinger zusammen mit ihren Geschwistern Maria und Hermann im Dreigesang Geschwister Siferlinger, der bei diversen Volksmusikveranstaltungen auftrat. Später besuchte sie in Rosenheim das musische Ignaz-Günther-Gymnasium und absolvierte in Bad Reichenhall eine Hotelfachlehre, bevor sie am Richard-Strauss-Konservatorium in München sowie an der Hochschule für Musik Carl Maria von Weber Dresden Violine, Musikpädagogik und musikalische Früherziehung studierte.
Siferlinger moderiert seit 1995 beim Bayerischen Hörfunk Volksmusiksendungen, zu denen auch das Kindersingen Huraxdax gehört. Im Bayerischen Fernsehen übernahm sie zunächst die Recherche und Moderation für die Sendungen Musikanten ohne Stadl und Bei uns dahoam, bevor sie 2005 mit den Wirtshausmusikanten beim Hirzinger startete. Bei dieser Sendung hat sie auch die musikalische Leitung. Auch für die Redaktionen Zwischen Spessart und Karwendel und Schwaben & Altbayern sowie für Wir in Bayern ist sie als Autorin vor und hinter der Kamera tätig.
Zusätzlich zu ihrer Tätigkeit als Moderatorin tritt Siferlinger als Musikerin mit ihrer Gruppe Pitu Pati auf und gibt Geigenunterricht und Jodelkurse.

## Auszeichnungen

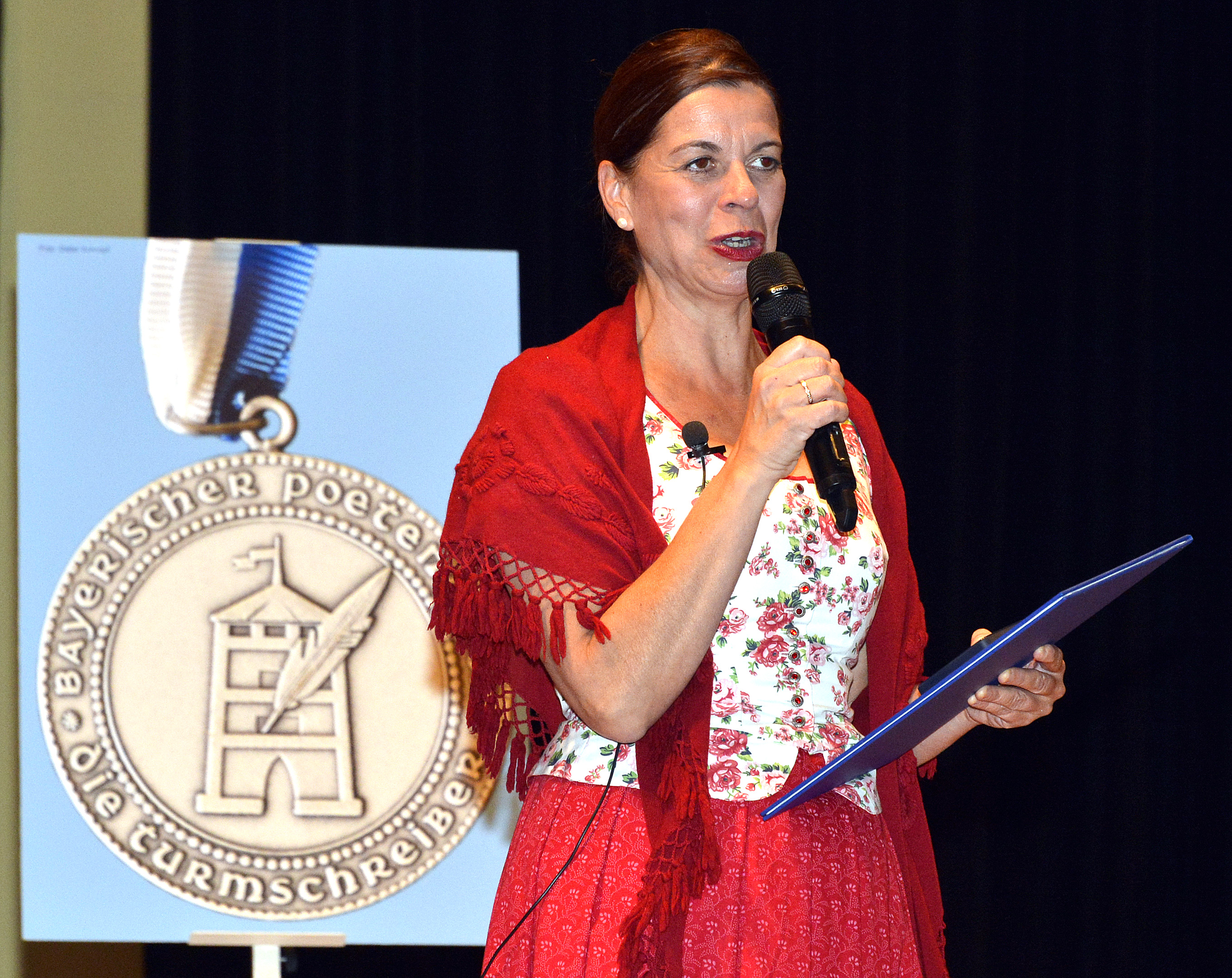
Traudi Siferlinger, Bayerischer Poetentaler, 2014

- Zwieseler Fink mit ihren Geschwistern als Gesangsgruppe Geschwister Siferlinger
- Auszeichnung beim Alpenländischen Volksmusikwettbewerb in Innsbruck mit ihren Geschwistern als Gesangsgruppe Geschwister Siferlinger
- 2009: Tassilo-Medaille des Fördervereins Bairische Sprache und Dialekte für die Erhaltung und Förderung der bayerischen Sprache zusammen mit Marcus H. Rosenmüller und dem BR-Journalisten Gerald Huber[3]
- 2014: Bayerischer Poetentaler
- 2017: Georg-Lohmeier-Gedächtnispreis
- 2017: Ehrenmedaille für die Verdienste um die Volkskultur der Stadt München
- 2024: Trägerin des Bayerischen Verdienstorden

## Sendungen im Bayerischen Fernsehen / Hörfunk
- Musikanten ohne Stadl
- 1985: Hochzeit (zweiteiliger Fernsehfilm nach einem Stoff von Ludwig Thoma unter der Regie von Kurt Wilhelm), als Kranzljungfrau[4][5]
- Bei uns dahoam im BR Fernsehen
- Wirtshausmusikanten im BR Fernsehen
- Musikalische Radltour im BR Fernsehen
- Huraxdax im Bayerischen Hörfunk
- Zaungespräche: spontane Besuche – BR Fernsehen
- Traudi unterwegs für Zwischen Spessart und Karwendel
- BR Heimat: Moderation im Feierabend 1× im Monat – Bayerischer Hörfunk